# 李慈君
李慈君（1937年10月—2006年1月24日），女，原籍广西苍梧，生于香港，中国水文地质学家，中国地质大学（北京）教授、博士生导师，曾任第九、十届全国政协委员。

## 家庭
祖父李济深。